# Cases Computer Simulations
Cases Computer Simulations (C.C.S.) — компания специализировавшаяся на издании компьютерных стратегий и военных игр для ZX Spectrum.
Многие игры выпущенные Cases Computer Simulations были портированы на BBC Micro, Acorn Electron, Amstrad CPC и IBM PC. Её игры были хорошо известны в 1980-х годах.
C.C.S. располагалась по адресу 14, Langton Way, London. SE3 7TL.

## Игры
некоторые игры изданные компанией:
- Abyss (1984)
- Airline (1982)
- Arnhem (1985)
- Auto Chef (1982)
- Avalanche
- Battle 1917 (1984)
- Battle of the Bulge (1990)
- British Lowland
- Byte (1983)
- Camelot (1983)
- Corn Cropper (1983)
- Crete 1941 (1991)
- Dallas (1982)
- Desert Rats (1987)
- Encyclopedia of War: Ancient Battles (1988)
- Gangsters! (1983)
- Napoleon at War (1986)
- Overlord (1988)
- Plunder (1983)
- Print Shop (1982)
- Smuggler (1983)
- Stalingrad (1988)
- The Prince (1984)
- Vulcan (1987)